# Henry Howard (Politiker)

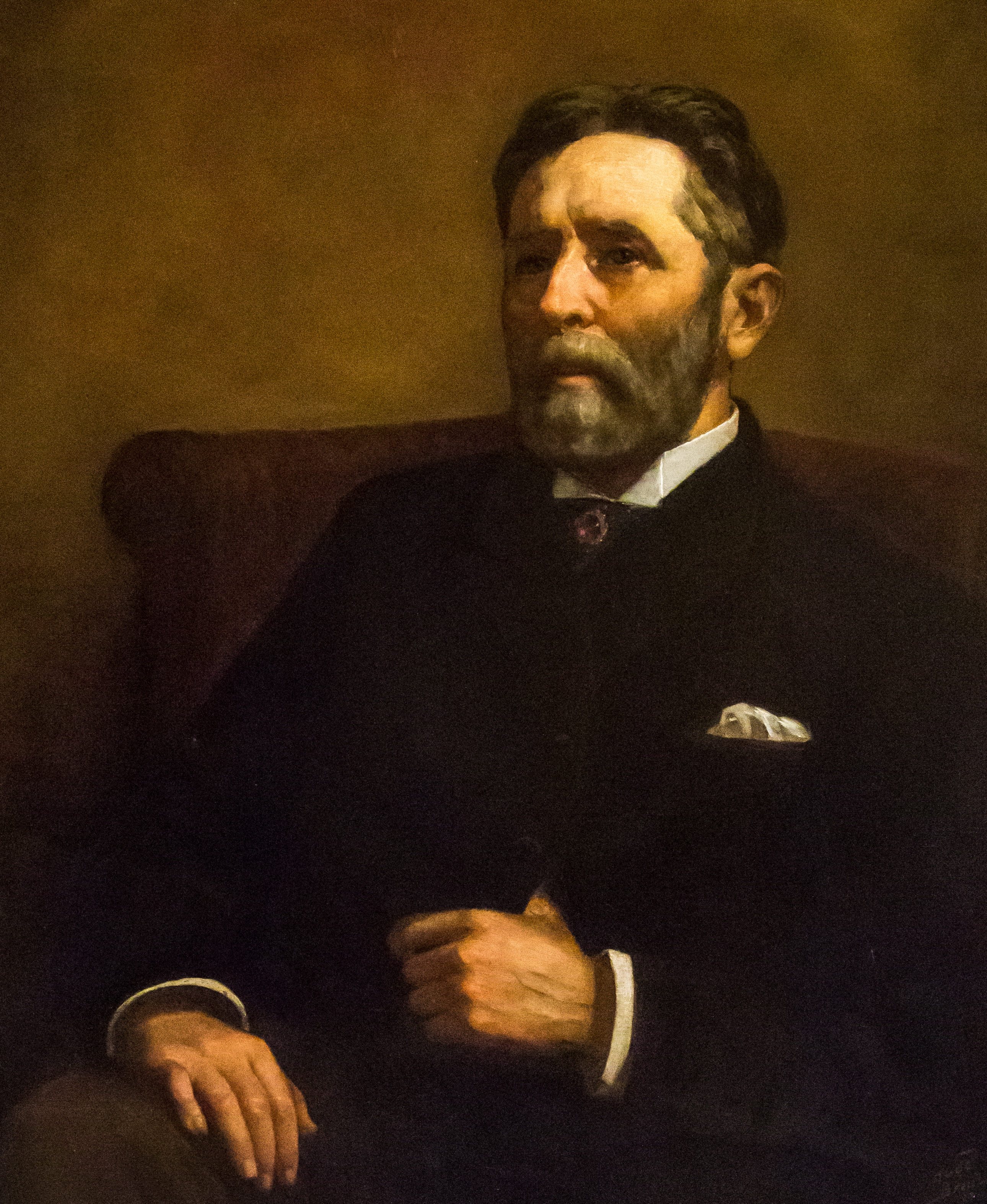
Henry Howard

Henry Howard (* 2. April 1826 in Cranston, Rhode Island; † 22. September 1905) war ein US-amerikanischer Politiker und von 1873 bis 1875 Gouverneur des Bundesstaates Rhode Island.

## Frühe Jahre und geschäftlicher Aufstieg
Nach seiner Schulzeit studierte Howard bei dem späteren Gouverneur William W. Hoppin Jura. Nach seinem Examen und seiner 1851 erfolgten Zulassung als Rechtsanwalt übte er diesen Beruf einige Jahre aus, ehe er eine Anstellung bei der Firma Harris Manufacturing fand. Diese gehörte seinem Schwiegervater Elisha Harris, der zwischen 1847 und 1849 ebenfalls Gouverneur von Rhode Island gewesen war. 1858 eröffnete Howard eine Filiale des Unternehmens in New York City. 1861 kehrte er nach Rhode Island zurück, wo er in der Verwaltung dieser Firma rasch aufstieg. Nach einer Fusion wurde er 1865 Präsident der Harris Manufacturing Company.

## Politische Laufbahn
Politisch wurde Henry Howard Mitglied der Republikanischen Partei, deren Bundesparteitag er im Jahr 1856 als Delegierter besuchte. Dort wurde John Charles Frémont zum Präsidentschaftskandidaten der Partei nominiert. In Rhode Island wurde er Abgeordneter im Repräsentantenhaus des Staates. 1873 wurde er als Kandidat seiner Partei zum neuen Gouverneur gewählt.
Howard trat sein neues Amt am 27. Mai 1873 an. Nach einer Wiederwahl im Jahr 1874 konnte er bis zum 25. Mai 1875 in diesem Amt bleiben. Eine weitere Kandidatur lehnte er ab. Als Gouverneur setzte er sich für die Interessen der Landwirtschaft und der Industrie ein. Damals wurden auch Gesetze zur Kontrolle der Eisenbahnen erlassen und das Straßennetz wurde ausgebaut.

## Weiterer Lebenslauf
Nach Ablauf seiner Amtszeit widmete sich Howard wieder seinen geschäftlichen Interessen. Mit zwei Partnern gründete er 1878 die Armington and Sims Engine Company, die Dampfmaschinen herstellte. Thomas Alva Edison benutzte Maschinen aus dieser Firma für sein Kraftwerk in New York. Die Firma bestand bis 1896. Aufgrund wirtschaftlicher Probleme musste sie in diesem Jahr Konkurs anmelden. Die Anlagen wurden von der Eastern Engine Company übernommen. Bereits 1879 hatte Henry Howard auch die Providence Telephone Company ins Leben gerufen, deren Präsident er bis zu seinem Tod bleiben sollte. Neben weiteren Ämtern wurde er auch einer der Direktoren der National Bank of North America.
1876 war er noch einmal Delegierter auf der Republican National Convention, auf der Rutherford B. Hayes zum Präsidentschaftskandidaten nominiert wurde. Nachdem dieser zum Präsidenten gewählt worden war, berief er Howard in die amerikanische Delegation für die Weltausstellung in Paris. Henry Howard war mit Catherine Harris, der Tochter von Ex-Gouverneur Elisha Harris, verheiratet. Das Paar hatte drei Kinder.